# Quinton Spain
Quinton Lamar Spain (geboren am 7. August 1991 in Petersburg, Virginia) ist ein ehemaliger US-amerikanischer American-Football-Spieler auf der Position des Guards. Er spielte College Football für die West Virginia University und stand zuletzt bei den Cincinnati Bengals in der National Football League (NFL) unter Vertrag. Zuvor spielte Spain für die Tennessee Titans und die Buffalo Bills.

## College
Spain besuchte die Highschool in seiner Heimatstadt Petersburg, Virginia, und spielte dort in der Highschoolfootballmannschaft. Ab 2010 ging er auf die West Virginia University, um College Football für die West Virginia Mountaineers zu spielen. Nach einem Redshirtjahr war Spain 2011 Ergänzungsspieler und ab 2012 drei Jahre lang Stammspieler bei den Mountaineers. Insgesamt bestritt er 50 Spiele für West Virginia, davon 38 als Starter.

## NFL
Spain wurde im NFL Draft 2015 nicht ausgewählt und im Anschluss als Undrafted Free Agent von den Tennessee Titans unter Vertrag genommen. Zu seinem NFL-Debüt kam Spain am fünften Spieltag für einen Kurzeinsatz gegen die Buffalo Bills. Am 12. Spieltag stand er gegen die Oakland Raiders als Left Guard erstmals in der Startaufstellung, dabei ersetzte er Joe Looney. Auch in den verbleibenden fünf Spielen der Saison stand Spain in der Stammformation. In der Vorbereitung auf die Saison 2016 konnte er sich als Stammspieler empfehlen, er kam in seinem zweiten NFL-Jahr in 13 Partien als Starter zum Einsatz. In der Saison 2017 bestritt Spain 14 Partien der Regular Season und zwei Play-off-Spiele als Starter auf der Position des Left Guards. In seinem vierten und letzten Jahr für Tennessee kam Spain in 15 Partien von Beginn an zum Einsatz. Insgesamt spielte er für die Titans in 50 Partien, davon 48-mal als Starter. Infolge der Verpflichtung von Rodger Saffold wurde Spain in Tennessee entbehrlich, weshalb sein auslaufender Vertrag nicht verlängert wurde. Daraufhin unterschrieb er für die Saison 2019 einen Einjahresvertrag bei den Buffalo Bills.
Nachdem Spain in der Saison 2019 in 16 Einsätzen als Left Guard für Buffalo hatte überzeugen können und keinen Sack verschuldet hatte, einigte er sich mit den Bills auf eine Vertragsverlängerung um drei Jahre im Wert von 15 Millionen US-Dollar. In der Saison 2020 verlor Spain nach zwei Partien seinen Platz in der Startformation, da Cody Ford und Brian Winters den Vorzug auf den beiden Guard-Positionen erhielten. Am fünften und sechsten Spieltag fehlte Spain verletzungsbedingt, anschließend wurde er von den Bills entlassen.
Wenig später nahmen die Cincinnati Bengals Spain für ihren Practice Squad unter Vertrag. Am achten Spieltag wurde er gegen die Tennessee Titans in den aktiven Kader berufen und im zweiten Drive für Left Guard Deion Calhoun eingewechselt, woraufhin er in der Stammformation verblieb. Nach drei Spielen wurde Spain für den 53-Mann-Kader unter Vertrag genommen, zuvor hatte er die zwei Spiele als Starter bestritten. Insgesamt kam er 2020 in neun Spielen für Cincinnati als Left und Right Guard sowie als Right Tackle zum Einsatz. Am 30. März 2021 unterschrieb Spain für die Saison 2021 in Cincinnati. Er ging als Starter auf der Position des Left Guards für die Bengals in die Saison 2021 und zog mit ihnen in den Super Bowl LVI ein.